# Aruba az olimpiai játékokon
Aruba az 1988-as olimpián vett először részt, és azóta minden nyári játékokon képviseltette magát, de télin még egyszer sem. Sportolói még nem szereztek olimpiai érmet.
Az arubai sportolók 1952 és 1984 között a Holland Antillák színeiben versenyeztek, 1986-ban Hollandia autonóm státuszú területe lett.
Az Arubai Olimpiai Bizottság 1985-ben jött létre, a NOB 1986-ban vette fel tagjai közé, a bizottság jelenlegi elnöke Leoncio Maduro.